# Gennerhorn
Gennerhorn är en bergstopp i Österrike.   Den ligger i distriktet Hallein och förbundslandet Salzburg, i den centrala delen av landet, 240 km väster om huvudstaden Wien. Toppen på Gennerhorn är 1 735 meter över havet, eller 293 meter över den omgivande terrängen. Bredden vid basen är 4,5 km.
Terrängen runt Gennerhorn är kuperad västerut, men österut är den bergig. Närmaste större samhälle är Hallein, 15,7 km väster om Gennerhorn. 
I omgivningarna runt Gennerhorn växer i huvudsak blandskog. Runt Gennerhorn är det ganska tätbefolkat, med 83 invånare per kvadratkilometer.